# Richard Keith
Richard Keith (Carolina del Nord, 29 de novembre de 1982) és un actor estatunidenc conegut pel seu paper a la sèrie nord-americana Grey's Anatomy. Entre 2007 i 2008 va participar en quatre episodis de la sèrie americana Grey's Anatomy (Piece of My Heart (2008), The Heart of the Matter (2007), Let the Truth Sting (2007), A Change Is Gonna Come (2007) en el paper de Mitch.

## Filmografia
| Any d'estrena | Pel·lícula                                 | Paper          | Comentaris                           |
| ------------- | ------------------------------------------ | -------------- | ------------------------------------ |
| 2001          | Riding in Cars with Boys                   |                |                                      |
| 2002          | Smoking Herb                               | El cambrer     | Actor, director i productor executiu |
| 2005          | American Pie Presents Band Camp            |                |                                      |
| 2005          | Formosa                                    | Jimmy McNichol |                                      |
| 2009          | Privileged                                 | Thomas         |                                      |
| 2009          | Silent Night                               | Jeremy         | Actor, director i productor executiu |
| 2009          | Law and Order: Really Special Victims Unit | Mason          | Actor, director i productor executiu |
| 2009          | Osh Kosh B'Gosh: Under the Overall         | Franklin Osh   | Actor, director i productor executiu |
| 2009          | The Check                                  | Mitch          | Actor, director i productor executiu |